# Contoderus hamaticollis
Contoderus hamaticollis är en skalbaggsart som först beskrevs av Francis Polkinghorne Pascoe 1859.  Contoderus hamaticollis ingår i släktet Contoderus och familjen långhorningar. Inga underarter finns listade i Catalogue of Life.